# Dawn Richard (actrice)
Pour les articles homonymes, voir Dawn Richard et Richard.
Dawn Richard, née Margaret Dawn Richard (Los Angeles, 5 mars 1936) est une actrice et pin-up américaine. Elle était Playmate du magazine Playboy en mai 1957 et est apparue dans plusieurs films et émissions de télévision de 1956 à 1958.

## Carrière
Au cinéma, elle apparaît dans des films des années 1950, avec un petit rôle dans l'épopée Les Dix Commandements (1956) dans le rôle d'une des filles du pharaon et d'une dame de la cour dans la piscine. Elle est connue pour les films I Was a Teenage Werewolf (1957) et Legion of the Doomed (1958), un film d'aventure de la Légion étrangère française où elle incarne la demoiselle en détresse. Elle est également apparue dans la série Richard Diamond, Private Detective (1956).
Dawn était la Playmate du magazine Playboy dans le numéro de mai 1957. Sa page centrale a été photographiée par Ed DeLong et David Sutton,.

## Famille
Elle est mariée à Spyro Joannides, avec qui elle a eu un fils. Elle était mariée à David L. Wolper, avec qui il a eu trois enfants.